# Fórmula 2

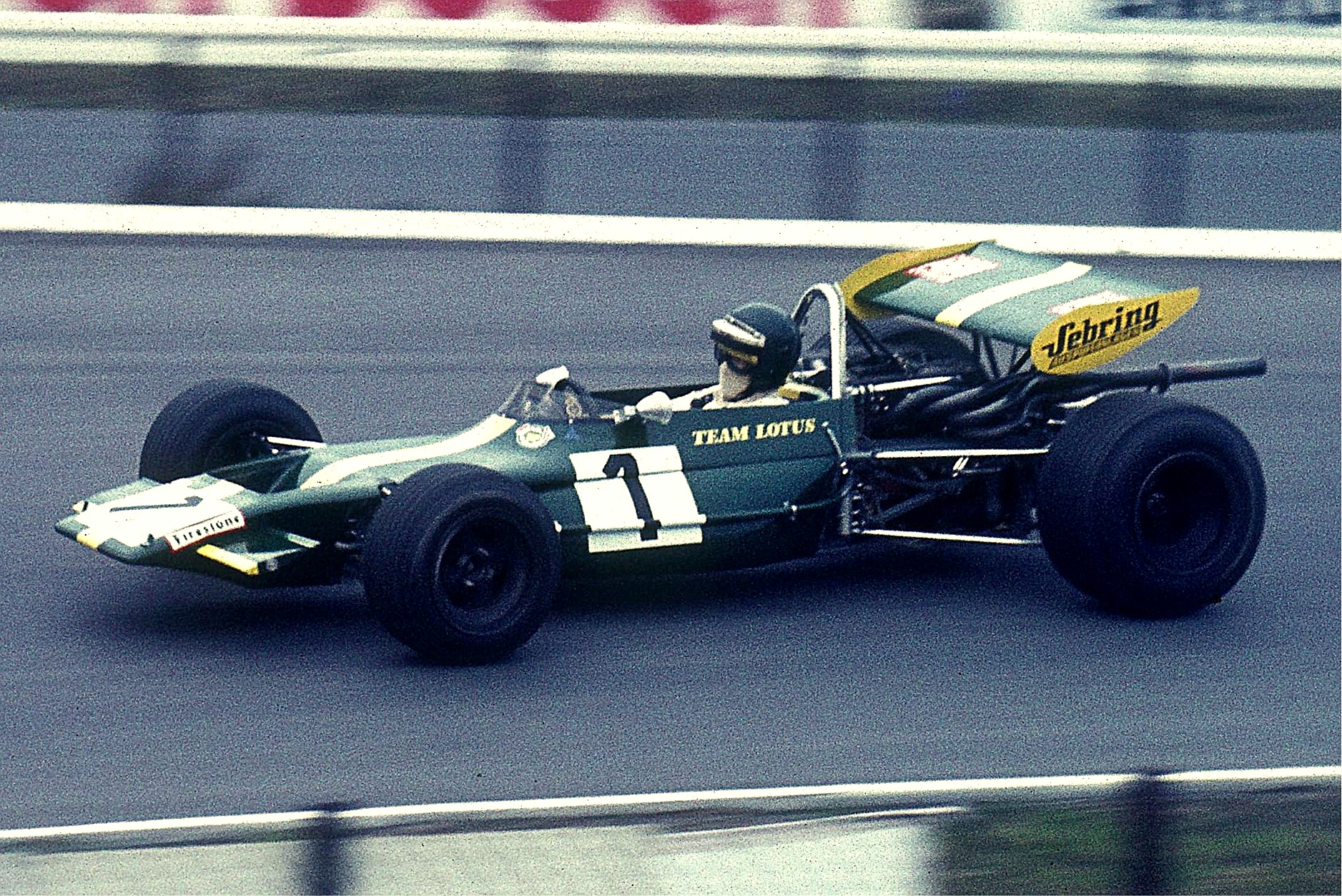
Jochen Rindt pilotando um carro de Fórmula 2 da Lotus em 1970 em Nürburgring.

Fórmula 2 (abreviada para F2) é um tipo de corrida de fórmula criada em 1948. Considerada a categoria de acesso à Fórmula 1, foi substituída pela Fórmula 3000 em 1985 por estar se tornando muito cara (sendo esta por sua vez, substituída pela GP2 Series, em 2003). Mas foi revivida pela Federação Internacional de Automobilismo (FIA) de 2009 a 2012 na forma do Campeonato de Fórmula Dois da FIA.
O objetivo da recriação da categoria, em 2009, foi desenvolver um campeonato de baixo custo para permitir aos jovens pilotos uma chance de competir nos níveis mais altos do automobilismo. Em dezembro de 2012, o promotor da competição, a MotorSport Vision, anunciou que a Fórmula 2 não seria mais disputada a partir de 2013 devido ao declínio dos números de inscritos, e a categoria foi dissolvida.
Uma terceira tentativa de estabelecer a categoria foi anunciada em 2015. O nome retornou em 2017, quando a antiga GP2 Series foi rebatizada para Campeonato de Fórmula 2 da FIA.

## História
Enquanto a Fórmula 1 tem sido geralmente considerada como o auge do automobilismo, o alto desempenho dos carros e os valores envolvidos na competição, sempre significou a necessidade de existir caminho para atingir este patamar. Durante grande parte da história da Fórmula 1, a Fórmula 2 representou o penúltimo passo na escada automobilismo.

### Pré-guerra
Antes da Segunda Guerra Mundial, existia uma divisão de corridas de carros menores e menos potentes do que os carros de Grande Prêmio. Esta categoria foi usualmente chamado voiturette ("carro pequeno") de corrida e forneceu um meio para pilotos amadores ou menos experientes e pequenos construtores poderem competir entre si. Até o início da guerra, as regras para corridas de voiturette permitia motores de 1,5 L sobrealimentados; carros de Grande Prémio de até 3,0 L sobrealimentados ou 4,5 L naturalmente aspirados eram permitidos.

### Primórdios oficiais (pós-guerra)
A partir de 1946, a Fórmula A (mais tarde designada Fórmula 1) eram utilizados os antigos carros de 4,5 L naturalmente aspirados, bem como carros com motores de 3,0 L sobrealimentados, bem mais competitivos. Numa tentativa de equilibrar os desempenhos, estes últimos foram substituídos pela velha fórmula 1,5 L voiturette.
Isso deixou nenhuma categoria abaixo da Formula A/Fórmula 1, assim os regulamentos técnicos da categoria Fórmula 2 (originalmente conhecida como Fórmula B) foram criados em 1948 pela FIA como um complemento menor e mais barato para os carros de Grande Prémio da época. Uma das primeiras corridas realizadas foi o Grande Prémio de Estocolmo de 1948.
As regras impunham a utilização de motores de 2 L naturalmente aspirados ou 750 cc sobrealimentados (uma opção muito raramente utilizada). Isto resultou em carros mais pequenos, mais leves e mais baratos do que os utilizados na Fórmula 1. Isso encorajou novas marcas, como a Cooper a competir na Fórmula Dois, antes de competir contra os grandes fabricantes como a Alfa Romeo ou Maserati. De fato, a Fórmula 1 nos seus primeiros anos atraiu tão poucos participantes que em 1952 e 1953 todas as corridas do Campeonato do Mundo de Grande Prémio, com excepção das 500 Milhas de Indianápolis, foram realizadas em Fórmula 2 (havendo no entanto corrida de Fórmula 1 extra-campeonato).

### Campeonato Europeu de Fórmula Dois
Em 1967, a FIA introduziu o Campeonato Europeu de Fórmula Dois. Jacky Ickx, pilotando um Matra MS5, venceu o campeonato inaugural com 11 pontos na frene do australiano Frank Gardner.

### Fórmula 3000
Após a temporada de 1984, a Formula 2 foi substituída pela recém-criada Fórmula 3000 numa tentativa de fundir os chassis de estilo F2 com os motores Cosworth DFV V8 3 000 cc naturalmente aspirados, que estavam obsoletos na Fórmula 1 na sua era turbo-alimentada. A categoria evoluiu gradualmente para uma competição monomarca e foi substituída em 2005 pela GP2 Series, reutilizando os desígnios iniciais da Fórmula 2.

### Campeonato de Fórmula Dois da FIA (2009–2012)
A Fórmula Dois foi reativada em 2008 devido às preocupações da FIA com o constante aumento do custo das competições de acesso à Fórmula 1.
A competição era organizada pela MotorSport Vision e os pilotos utilizavam veículos idênticos com chassis construído pela Williams F1, com motor Audi.
No entanto a competição revelou-se pouco atractiva e apenas 4 anos após a sua re-activação, foi cancelada.

### Campeonato de Fórmula 2 da FIA (2017 – Presente)
Em 2015, a FIA anunciou planos para reformular o sistema de Superlicença, agilizando os critérios de qualificação e ponderando as várias categorias de apoio para permitir que os pilotos tivessem um sistema de progresso mais linear. Incluído com isso estavam os planos para um renascimento da categoria de Fórmula 2, que foi dada prioridade sobre todas as outras categorias de corridas. Mais detalhes foram publicados pelo World Motorsport Council, revelando planos para modelar o novo campeonato de Fórmula 2, seguindo a mesma linha do revigorado Campeonato Europeu de Fórmula 3 da FIA e a recém-introduzida categoria de Fórmula 4. A competição faz parte do FIA Global Pathway.
Em vez de recriar a categoria a partir de uma nova competição, a FIA optou por recriar a partir da GP2 Series, rebatizando-a como Campeonato de Fórmula 2 da FIA no início de 2017.

## Campeões de Fórmula 2
| Ano                                | Piloto                             | Equipe                             | Poles                              | Vitórias                           | Podios                             | Melhores Voltas                    | Pontos                             | Diferença Para o Vice Campeão      |
| Campeonato Europeu de Fórmula Dois | Campeonato Europeu de Fórmula Dois | Campeonato Europeu de Fórmula Dois | Campeonato Europeu de Fórmula Dois | Campeonato Europeu de Fórmula Dois | Campeonato Europeu de Fórmula Dois | Campeonato Europeu de Fórmula Dois | Campeonato Europeu de Fórmula Dois | Campeonato Europeu de Fórmula Dois |
| ---------------------------------- | ---------------------------------- | ---------------------------------- | ---------------------------------- | ---------------------------------- | ---------------------------------- | ---------------------------------- | ---------------------------------- | ---------------------------------- |
| 1967                               | Jacky Ickx                         | Tyrrell Racing Matra-Cosworth      | 2                                  | 2                                  | 4                                  | 3                                  | 45                                 | 11                                 |
| 1968                               | Jean-Pierre Beltoise               | Matra Sports Matra-Cosworth        | 2                                  | 3                                  | 5                                  | 1                                  | 48                                 | 17                                 |
| 1969                               | Johnny Servoz-Gavin                | Matra International Matra-Cosworth | 1                                  | 1                                  | 2                                  | 1                                  | 37                                 | 9                                  |
| 1970                               | Clay Regazzoni                     | Tecno Racing Team Tecno-Cosworth   | 2                                  | 3                                  | 5                                  | 1                                  | 44                                 | 9                                  |
| 1971                               | Ronnie Peterson                    | March Engineering March-Cosworth   | 7                                  | 4                                  | 6                                  | 5                                  | 54                                 | 14                                 |
| 1972                               | Mike Hailwood                      | Team Surtees Surtees-Cosworth      | 1                                  | 2                                  | 5                                  | 2                                  | 55                                 | 18                                 |
| 1973                               | Jean-Pierre Jarier                 | March Engineering March-BMW        | 4                                  | 7                                  | 8                                  | 5                                  | 78                                 | 37                                 |
| 1974                               | Patrick Depailler                  | March Engineering March-BMW        | 3                                  | 4                                  | 6                                  | 2                                  | 54                                 | 11                                 |
| 1975                               | Jacques Laffite                    | Ecurie Elf Martini-BMW             | 6                                  | 6                                  | 7                                  | 4                                  | 60                                 | 24                                 |
| 1976                               | Jean-Pierre Jabouille              | Equipe Elf Elf 2J-Renault          | 4                                  | 3                                  | 6                                  | 1                                  | 53                                 | 1                                  |
| 1977                               | René Arnoux                        | Ecurie Renault Elf Martini-Renault | 1                                  | 3                                  | 6                                  | 1                                  | 52                                 | 12                                 |
| 1978                               | Bruno Giacomelli                   | Polifac BMW Junior Team March-BMW  | 8                                  | 8                                  | 10                                 | 6                                  | 82                                 | 31                                 |
| 1979                               | Marc Surer                         | Polifac BMW Junior Team March-BMW  | 2                                  | 2                                  | 6                                  | 1                                  | 38                                 | 2                                  |
| 1980                               | Brian Henton                       | Toleman Group Toleman-Hart         | 2                                  | 3                                  | 9                                  | 7                                  | 61                                 | 19                                 |
| 1981                               | Geoff Lees                         | Ralt Racing Ltd. Ralt-Honda        | 1                                  | 3                                  | 6                                  | 5                                  | 51                                 | 14                                 |
| 1982                               | Corrado Fabi                       | March Racing Ltd. March-BMW        | 2                                  | 5                                  | 7                                  | 3                                  | 57                                 | 1                                  |
| 1983                               | Jonathan Palmer                    | Ralt Racing Ltd. Ralt-Honda        | 4                                  | 6                                  | 10                                 | 3                                  | 68                                 | 17                                 |
| 1984                               | Mike Thackwell                     | Ralt Racing Ltd. Ralt-Honda        | 6                                  | 7                                  | 8                                  | 9                                  | 72                                 | 28                                 |
| Campeonato de Fórmula Dois da FIA  |                                    |                                    |                                    |                                    |                                    |                                    |                                    |                                    |
| 2009                               | Andy Soucek                        | MotorSport Vision Williams-Audi    | 2                                  | 7                                  | 11                                 | 3                                  | 115                                | 51                                 |
| 2010                               | Dean Stoneman                      | MotorSport Vision Williams-Audi    | 4                                  | 6                                  | 13                                 | 6                                  | 284                                | 42                                 |
| 2011                               | Mirko Bortolotti                   | MotorSport Vision Williams–Audi    | 7                                  | 7                                  | 14                                 | 7                                  | 316                                | 121                                |
| 2012                               | Luciano Bacheta                    | MotorSport Vision Williams–Audi    | 3                                  | 5                                  | 10                                 | 5                                  | 231,5                              | 21,5                               |
| Campeonato de Fórmula 2 da FIA     |                                    |                                    |                                    |                                    |                                    |                                    |                                    |                                    |
| 2017                               | Charles Leclerc                    | Prema Racing Dallara-Mecachrome    | 8                                  | 7                                  | 10                                 | 4                                  | 282                                | 72                                 |
| 2018                               | George Russell                     | ART Grand Prix Dallara-Mecachrome  | 5                                  | 7                                  | 11                                 | 6                                  | 287                                | 68                                 |
| 2019                               | Nyck de Vries                      | ART Grand Prix Dallara-Mecachrome  | 5                                  | 4                                  | 12                                 | 3                                  | 266                                | 52                                 |
| 2020                               | Mick Schumacher                    | Prema Racing Dallara-Mecachrome    | 0                                  | 2                                  | 10                                 | 2                                  | 215                                | 14                                 |
| 2021                               | Oscar Piastri                      | Prema Racing Dallara-Mecachrome    | 5                                  | 6                                  | 11                                 | 6                                  | 252,5                              | 60,5                               |
| 2022                               | Felipe Drugovich                   | MP Motorsport Dallara-Mecachrome   | 5                                  | 5                                  | 9                                  | 4                                  | 265                                | 101                                |
| 2023                               | Théo Pourchaire                    | ART Grand Prix Dallara-Mecachrome  | 3                                  | 6                                  | 20                                 | 7                                  | 203                                | 11                                 |
| 2024                               | Gabriel Bortoleto                  | Invicta Racing Dallara-Mecachrome  | 2                                  | 2                                  | 8                                  | 2                                  | 214,5                              | 22,5                               |